# Canthydrus buqueti
Canthydrus buqueti is een keversoort uit de familie diksprietwaterkevers (Noteridae). De wetenschappelijke naam van de soort werd in 1835 gepubliceerd door Francis de Laporte de Castelnau.